# Marc Sergi Sil (pretor 197 aC)
Marc Sergi Sil (en llatí: Marcus Sergius Silus) va ser el besavi de Catilina. Formava part de la gens Sèrgia i portava el cognomen de Sil.
Va destacar per la seva extraordinària valentia a la Segona Guerra Púnica. Encara que va perdre la mà dreta i va rebre 23 ferides diverses en dues campanyes, va continuar a l'exèrcit i va combatre quatre vegades contra els cartaginesos només amb la mà esquerra. Va ser pretor urbà l'any 197 aC, un any en què es van elegir sis pretors per primera vegada.